# 400 meter medley för herrar i simning vid olympiska sommarspelen 2004
Sammanställda resultaten för 400 meter medley, herrar vid de Olympiska sommarspelen 2004.

## Rekord
| Tidigare världsrekord             | Michael Phelps (USA) | Long Beach, USA    | 4.08,41 | 7 juli 2004       |
| Tidigare olympiskt rekord         | Tom Dolan (USA)      | Sydney, Australien | 4.11,76 | 17 september 2000 |
| Nytt världs- och olympiskt rekord | Michael Phelps (USA) | Aten, Grekland     | 4.08,26 | 14 augusti 2004   |

## Medaljörer
| Guld:               | Silver:         | Brons:              |
| Michael Phelps, USA | Erik Vendt, USA | László Cseh, Ungern |

## Resultat
Från de 5 kvalheaten gick de 8 snabbaste tiderna vidare till final.
Alla tider visas i minuter och sekunder.

Q kvalificerad till nästa omgång

DNS startade inte.

DSQ markerar diskvalificerad eller utesluten.

### Kval

#### Heat 1
1. Sasa Impric, Kroatien 4.32,02
2. Andrew Mackay, Caymanöarna 4.32,38
3. Yu-An Lin, Taiwan 4.41,76
4. Nikita Poljakov, Uzbekistan 5.09,66

#### Heat 2
1. Dean Kent, Nya Zeeland 4.18,55
2. Bang-Hyun Kim, Sydkorea 4.23,05
3. Jeremy Daniel Knowles, Bahamas 4.23,29
4. Bradley Ally, Barbados 4.24,70
5. Vytautas Janusaitis, Litauen 4.26,30
6. Yves Platel, Schweiz 4.28,94
7. Guntars Deicmans, Lettland 4.29,17
8. Miguel Molina, Filippinerna 4.33,25

#### Heat 3
1. Alessio Boggiatto, Italien 4.15,78 Q
2. Jiro Miki, Japan 4.16,32 Q
3. Ioannis Kokkodis, Grekland 4.16,56 Q
4. Peng Wu, Kina 4.19,32
5. Thiago Pereira, Brasilien 4.22,06
6. Susumu Tabuchi, Japan 4.22,46
7. Lucas Salatta, Brasilien 4.23,01
8. Marko Milenkovic, Slovenien 4.30,99

#### Heat 4
1. László Cseh, Ungern 4.14,26 Q
2. Oussama Mellouli, Tunisien 4.16,68 Q
3. Ioannis Drymonakos, Grekland 4.16,83
4. Luca Marin, Italien 4.16,85
5. Robin Francis, Storbritannien 4.18,34
6. Adrian Turner, Storbritannien 4.23,53
7. Dmitro Nazarenko, Ukraina 4.26,15
8. Weijia Liu, Kina 4.27,02

#### Heat 5
1. Michael Phelps, USA 4:13,29 Q
2. Erik Vendt, United States 4:16,68 Q
3. Justin Nederpelt, Australien 4:16,77 Q
4. Travis Norris, Australien 4:16,90
5. Brian Johns, Kanada 4:21,10
6. Keith Beavers, Kanada 4:21,47
7. Igor Berezutskij, Ryssland 4:23,20
8. Alexej Kovrigin, Ryssland 4:23,77

### Final
1. Michael Phelps, USA 4:08,26 Världsrekord
2. Erik Vendt, USA 4:11,81
3. László Cseh, Ungern 4:12,15
4. Alessio Boggiatto, Italien 4:12.28
5. Oussama Mellouli, Tunisien 4:14,49 Afrikanskt rekord
6. Ioannis Kokkodis, Grekland 4:18,60
7. Jiro Miki, Japan 4:19,97
8. Travis Nederpelt, Australien 4:20,08

## Tidigare vinnare

### OS
- 1896  - 1960: Ingen tävling
- 1964 i Tokyo: Richard Roth, USA – 4.45,4
- 1968 i Mexico City: Charles Hickcox, USA – 4.48,4
- 1972 i München: Gunnar Larsson, Sverige – 4.31,981 (tvåan hade 4.31,983)
- 1976 i Montréal: Rod Strachan, USA – 4.23,68
- 1980 i Moskva: Aleksandr Sidorenko, Sovjetunionen – 4.22,89
- 1984 i Los Angeles: Alex Baumann, Kanada – 4.17,41
- 1988 i Seoul: Tamás Darnyi, Ungern – 4.14,75
- 1992 i Barcelona: Tamás Darnyi, Ungern – 4.14,23
- 1996 i Atlanta: Tom Dolan, USA – 4.14,90
- 2000 i Sydney: Tom Dolan, USA – 4.11,76

### VM
- 1973 i Belgrad: András Hargitay, Ungern – 4.31,11
- 1975 i Cali, Colombia: András Hargitay, Ungern – 4.32,57
- 1978 i Berlin: Jesse Vassallo, USA – 4.20,05
- 1982 i Guayaquil, Ecuador: Ricardo Prado, Brasilien – 4.19,78
- 1986 i Madrid: Tamás Darnyi, Ungern – 4.18,98
- 1991 i Perth: Tamás Darnyi, Ungern – 4.12,36
- 1994 i Rom: Tom Dolan, USA – 4.12,30
- 1998 i Perth: Tom Dolan, USA – 4.14,95
- 2001 i Fukuoka, Japan: Alessio Boggatto, Italien – 4.13,15
- 2003 i Barcelona: Michael Phelps, USA – 4.09,09